# Пшерадз-Малий
Пшерадз-Малий (пол. Przeradz Mały) — село в Польщі, у гміні Лютоцин Журомінського повіту Мазовецького воєводства.
Населення — 215 осіб (2011).
У 1975-1998 роках село належало до Цехановського воєводства.

## Демографія
Демографічна структура станом на 31 березня 2011 року:
|          | Загалом | Допрацездатний вік | Працездатний вік | Постпрацездатний вік |
| -------- | ------- | ------------------ | ---------------- | -------------------- |
| Чоловіки | 103     | 19                 | 63               | 21                   |
| Жінки    | 112     | 33                 | 46               | 33                   |
| Разом    | 215     | 52                 | 109              | 54                   |